# 联合国安全理事会第2085号决议
联合国安全理事会2085号决议，由2012年12月20日颁布，授权部署非洲联盟领导的驻马里国际支持特派团。该决议同时重申了此前关于北马里冲突的联合国安理会2056号决议及2071号决议。根据联合国秘书长潘基文所称，此次决议“旨在完全恢复马里的法律秩序与领土完整”。
2012年起，马里政府军与反政府武装发生冲突，并导致一系列民主与人权问题，过渡政府请求联合国派遣国际力量进行帮助。安理会在2012年10月12日通过联合国安理会2071号决议，考虑到军事介入，并考虑西非国家经济共同体和非洲联盟制定的一项计划，其中主张军事介入是解决马里问题的一个必要手段。
2085号决议颁布后，西非国家经济共同体立即表示了对决议的支持；马里外交部则对决议的通过表示祝贺。不过伊斯兰北非基地组织（Al-Qaeda in the Islamic Maghreb）和西非统一圣战运动联合发布了对此决议的谴责。